# Rousettus leschenaultii
Rousettus leschenaultii es una especie de murciélago de la familia de los megaquirópteros. Vive en Bangladés, Bután, Camboya, China, India, Indonesia, Laos, Malasia, Birmania, Nepal, Pakistán, Sri Lanka, Tailandia y Vietnam. Su hábitat natural son los bosques húmedos tropicales, aunque también vive en hábitats muy diferentes e incluso en zonas urbanas. Es un murciélago que se alimenta de frutas y hojas aunque en la India se han observado alimentándose de peces en un arroyo. Se cree que no hay ninguna amenaza significativa para la supervivencia de esta especie.